# John Hinch
John Hinch (né le 19 juillet 1947 à Lichfield, Staffordshire et mort le 29 avril 2021) est un batteur britannique qui a joué dans les groupes Judas Priest et Hiroshima avec le chanteur Rob Halford.
Il a rejoint le groupe Judas Priest en 1973 et a joué dans leur premier album Rocka Rolla (1974).